# ピエール・クロステルマン
ピエール・アンリ・クロステルマン（Pierre Henri Clostermann、1921年2月28日 - 2006年3月22日）は、フランスの軍人で、第二次世界大戦中のエース・パイロット。
自伝『撃墜王（原題：LE GRAND CIRQUE）』で有名である。

## 経歴
外交官の父の赴任地であったブラジルのクリチバでアルザス系の家庭に生まれた。母はロレーヌ出身。9歳でフランスに戻り教育を受ける。大学受験資格を得た後ブラジルの家族の元に戻り、1937年、16歳でブラジルの飛行クラブで操縦資格を取得。アメリカに渡りサンディエゴのライアン航空学校で操縦と航空工学を学び、商業パイロットの資格を得る。このとき飛行時間は300時間を超えていた。
第二次世界大戦中の1940年、シャルル・ド・ゴールの組織した自由フランスに合流するという父に促され自らもイギリスに渡り、1942年自由フランス空軍に入隊する。訓練期間の後1943年1月に自由フランス軍兵士のみで結成されたイギリス空軍第431飛行隊（通称「アルザス」）に軍曹として配属されるが、初出撃の日付は定かでない。5月12日に被撃墜。1943年7月27日の出撃でフォッケウルフ Fw 190二機を初撃墜。8月27日には三機目のFw 190を撃墜するが、彼が二番機として飛んでいたアルザス飛行隊の隊長ルネ・ムショットは戦死する。
その後イギリス空軍第602飛行隊（通称「シティ・オブ・グラスゴー」）に転出。自由フランス空軍司令部、飛行訓練学校での勤務を経て戦闘に復帰、第274、第56、第3飛行隊と所属を変える。1945年7月27日除隊。殊勲航空十字章（DFC）を2度、最高殊勲章、解放十字章などの数多くの勲章を受けた。戦後、自身の体験をつづった『撃墜王』、『空戦』はベストセラーとなり、長年下院議員も務めた。また、戦後は敵国ナチスドイツのエースパイロットでもあったハンス・ウルリッヒ・ルーデルとは意気投合した後に親しい友人の間柄となり、ルーデルの子供の代父を務めるなどもした。
撃墜数については諸説あるが、DFCの線章授与の際のイギリス空軍の文書に記載されている23機というのが公表されたものの中では信頼できる数字であり、クロステルマン本人もこれに異議を唱えていない。近年の研究では15～18機程と考えられている。通説の33機というのは戦後になってフランス政府が解放十字章を授与する際に発表したものであり、この数字の差は英仏の公認方法の違いによる。

## 搭乗機種
1943年から1944年にかけてはスピットファイアに、1944年から1945年にかけてはテンペストに搭乗している。